# Notodonta tritophus
Notodonta tritophus (tên tiếng Anh: Three-humped Prominent) là một loài bướm đêm thuộc họ Notodontidae. Nó được tìm thấy ở hầu hết châu Âu (although nó là một very rare immigrant Đảo Anh), phía đông đến Kavkaz và Armenia.
Sải cánh dài 45–55 mm. Con trưởng thành bay từ tháng 4 đến tháng 8 làm hai đợt ở Tây Âu.
Ấu trùng chủ yếu ăn các loài Populus (mainly Populus tremula), và sometimes Salix và Betula. Ấu trùng có thể tìm thấy từ tháng 6 đến tháng 9. The species overwinters in the pupal stage.

## Phụ loài
- Notodonta tritophus tritophus
- Notodonta tritophus irfana (de Freina, 1983)

## Hình ảnh

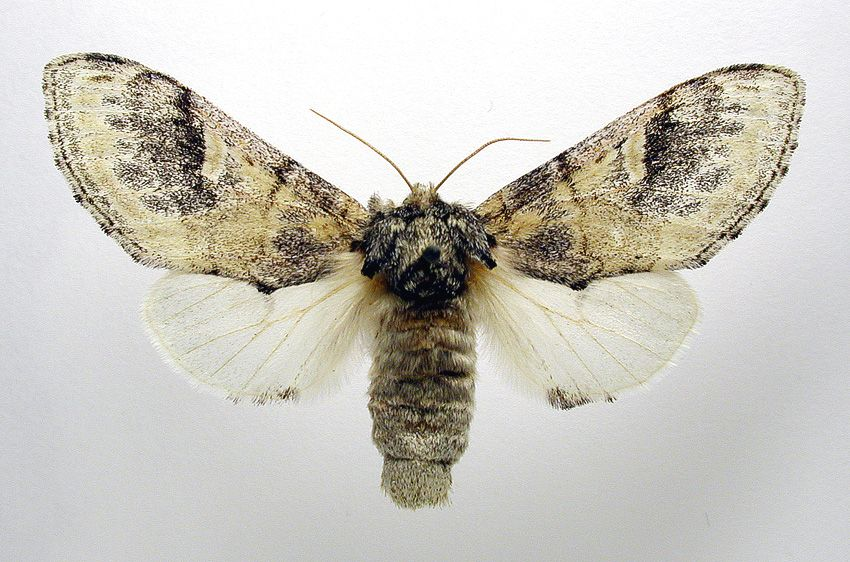
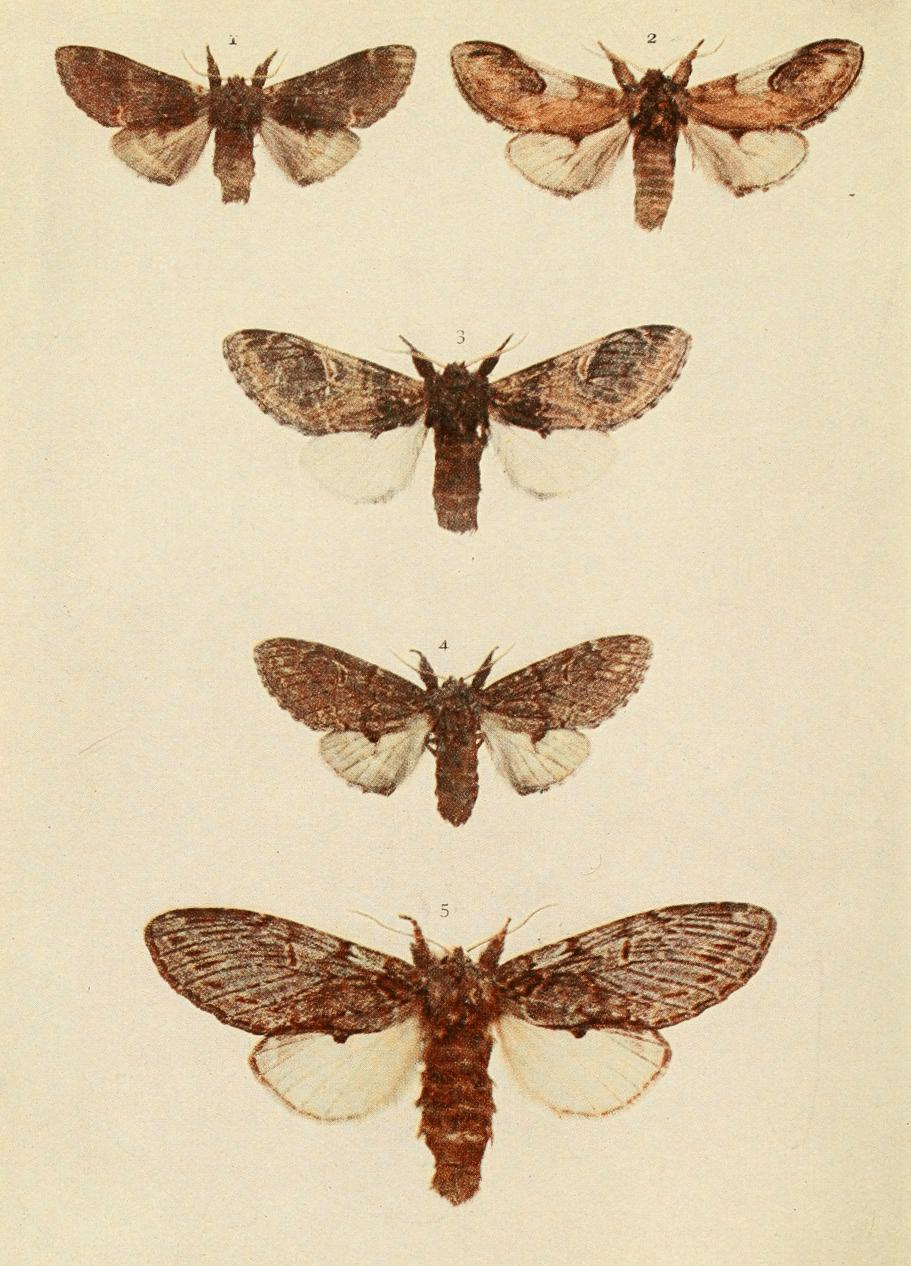
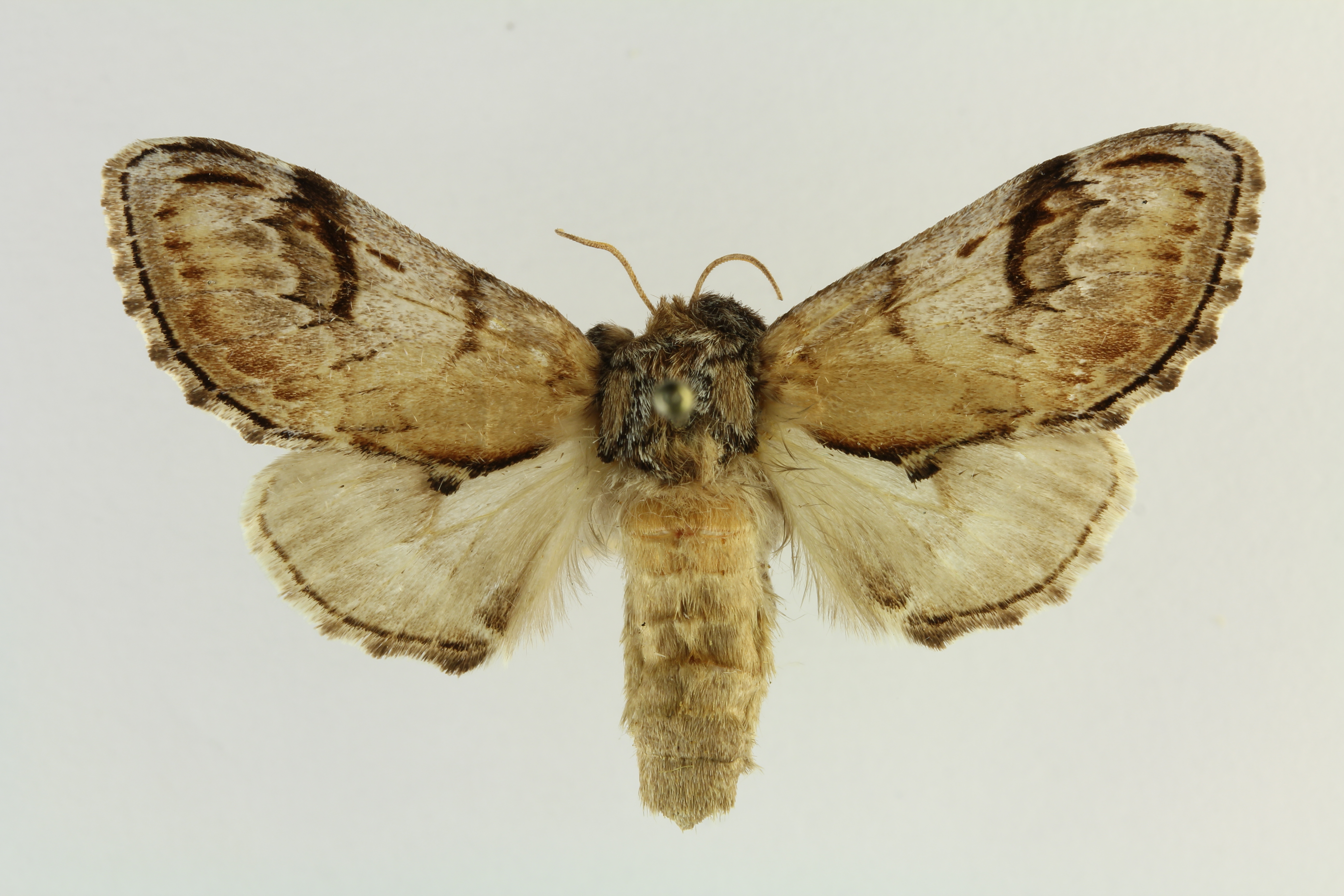